# イーストクリエイティブ
イーストクリエイティブ（いーすとくりえいてぃぶ）は、1972年（昭和47年）10月に創業した、日本国内では老舗のWeb制作会社。

## 沿革
創業当時はグラフィックデザイン会社としていたが、1994年にWeb制作に進出し業種転換した。